# Tomate seco

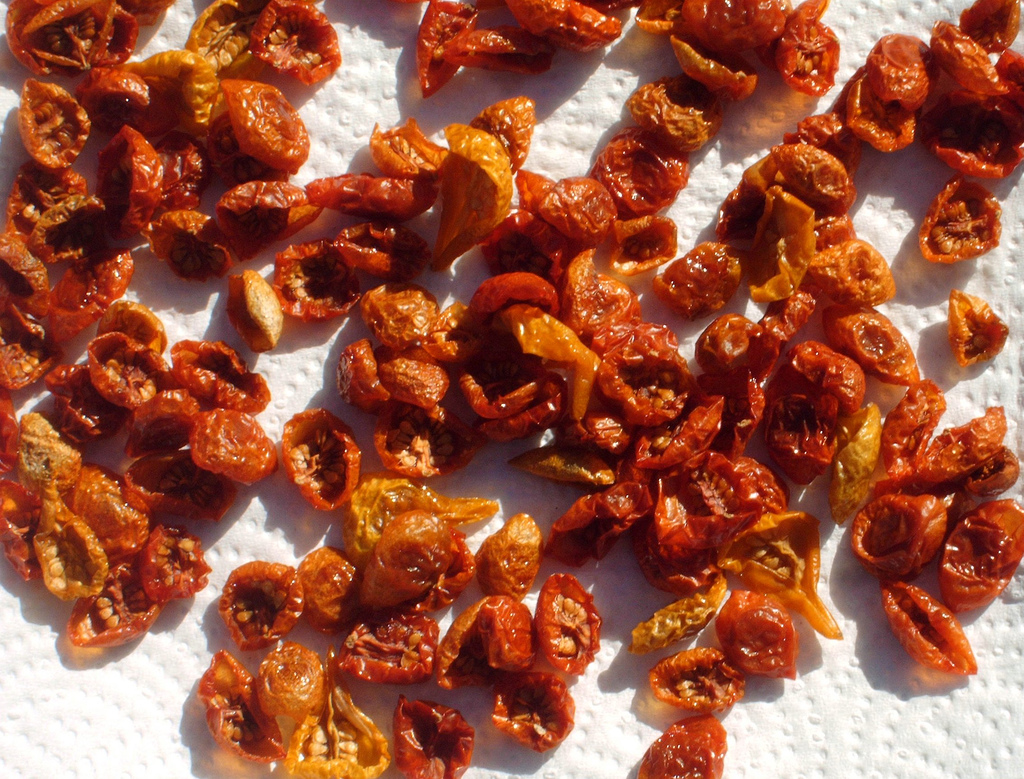
Tomates secos al sol.

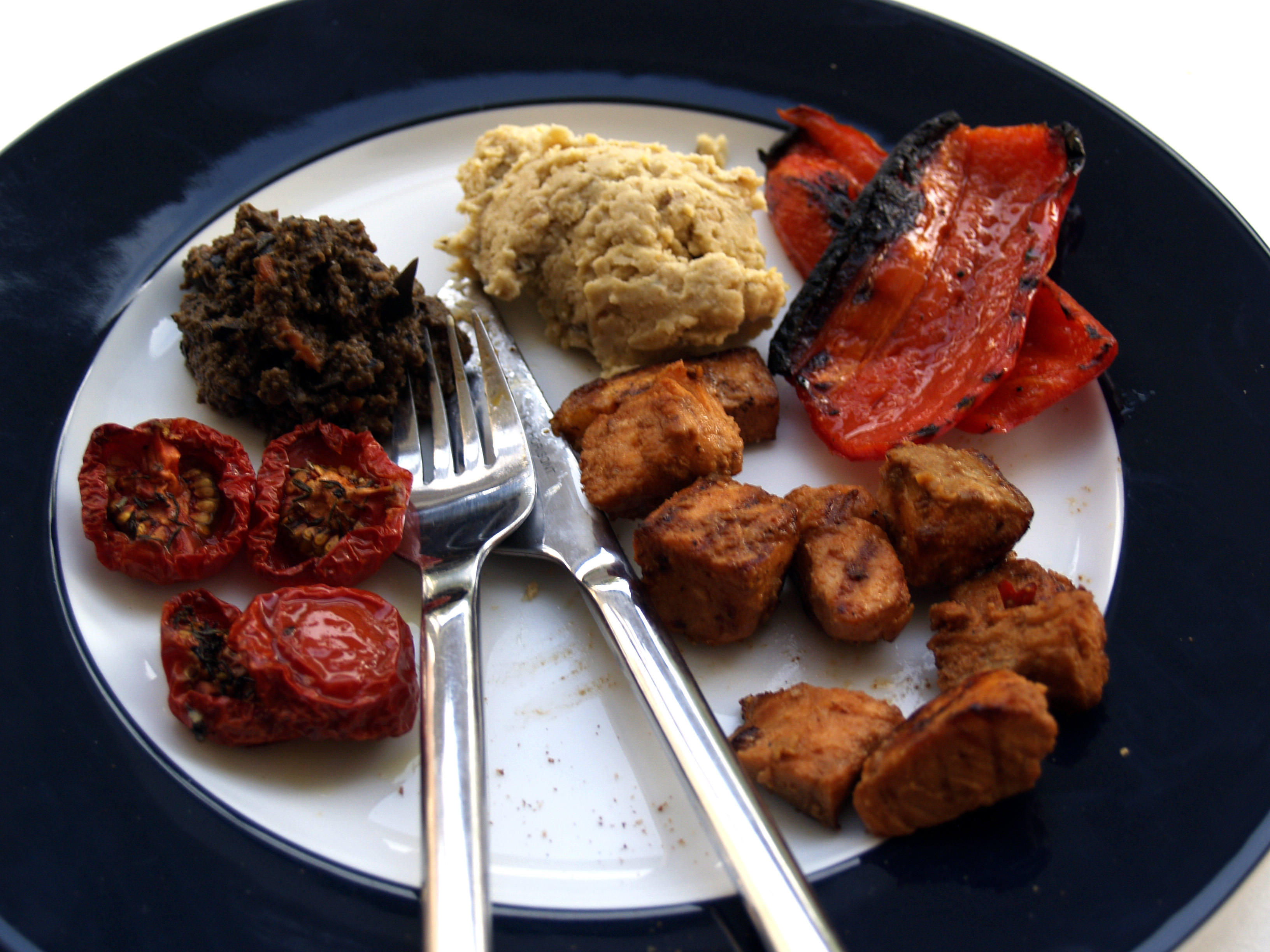
Tomates secos.

El tomate seco consiste en un proceso de secado al sol realizado a tomates maduros. El lento proceso de secado hace que los tomates mermen perdiendo su humedad interior, pudiendo llegar a perder casi el noventa por ciento de su peso inicial. La disminución de volumen hace que el sabor del tomate se intensifique elaborándose de esta forma un condimento o guarnición ideal para acompañar platos de carne o ensaladas. Los tomates secos al sol son muy populares en la cocina mediterránea, donde es habitual ver tejados de casas llenos de estos tomates secándose al sol. Este tipo de tomate puede encontrarse igualmente en alguna de las cocinas asiáticas. Este tipo de tomates puede conservarse comestible durante largos periodos de tiempo.

## Usos
El empleo de los tomates secos a la hora de aportar sabor a diversas preparaciones culinarias es muy habitual en la cocina mediterránea, de esta forma pueden encontrarse en salsas para untarcomo puede ser la pericana, como ingrediente saborizante en las ensaladas, como guarnición de carnes asadas, como típico mezze (tapa) en algunas cocinas. En algunos casos se incluye como ingrediente de ensaladas. Si se muele finamente se encontrarán diversos patés para esparcir en sándwich y tostas. En algunos casos se elaboran condimentos con los tomates finamente picados.